# 埃玛·威尔逊
埃玛·威尔逊（英語：Emma Wilson，1999年4月7日—），生于诺丁汉，英国女子帆船运动员。她曾代表英国参加2020年夏季奥林匹克运动会帆船比赛，获得女子RS:X级风浪板铜牌。